# Geoffroi de Villehardouin
Geoffroi de Villehardouin (1160 – khoảng 1212) là một hiệp sĩ và sử gia đã tham gia và ghi chép lại cuộc Thập tự chinh thứ tư. Ông được coi là một trong những nhà sử học quan trọng nhất vào thời này, nổi danh với tác phẩm De la Conquête de Constantinople (Về cuộc chinh phục thành Constantinople), nói về trận vây hãm Constantinopolis giữa người Kitô giáo phương Tây và Chính thống giáo phương Đông vào ngày 13 tháng 4 năm 1204. Cuốn De la Conquête de Constantinople là tác phẩm văn xuôi tự sự sớm nhất trong lịch sử nước Pháp vẫn còn tồn tại cho đến nay. Tước hiệu đầy đủ của ông là: "Geoffrey de Villehardouin, Nguyên soái xứ Champagne và Romania".

## Tiểu sử

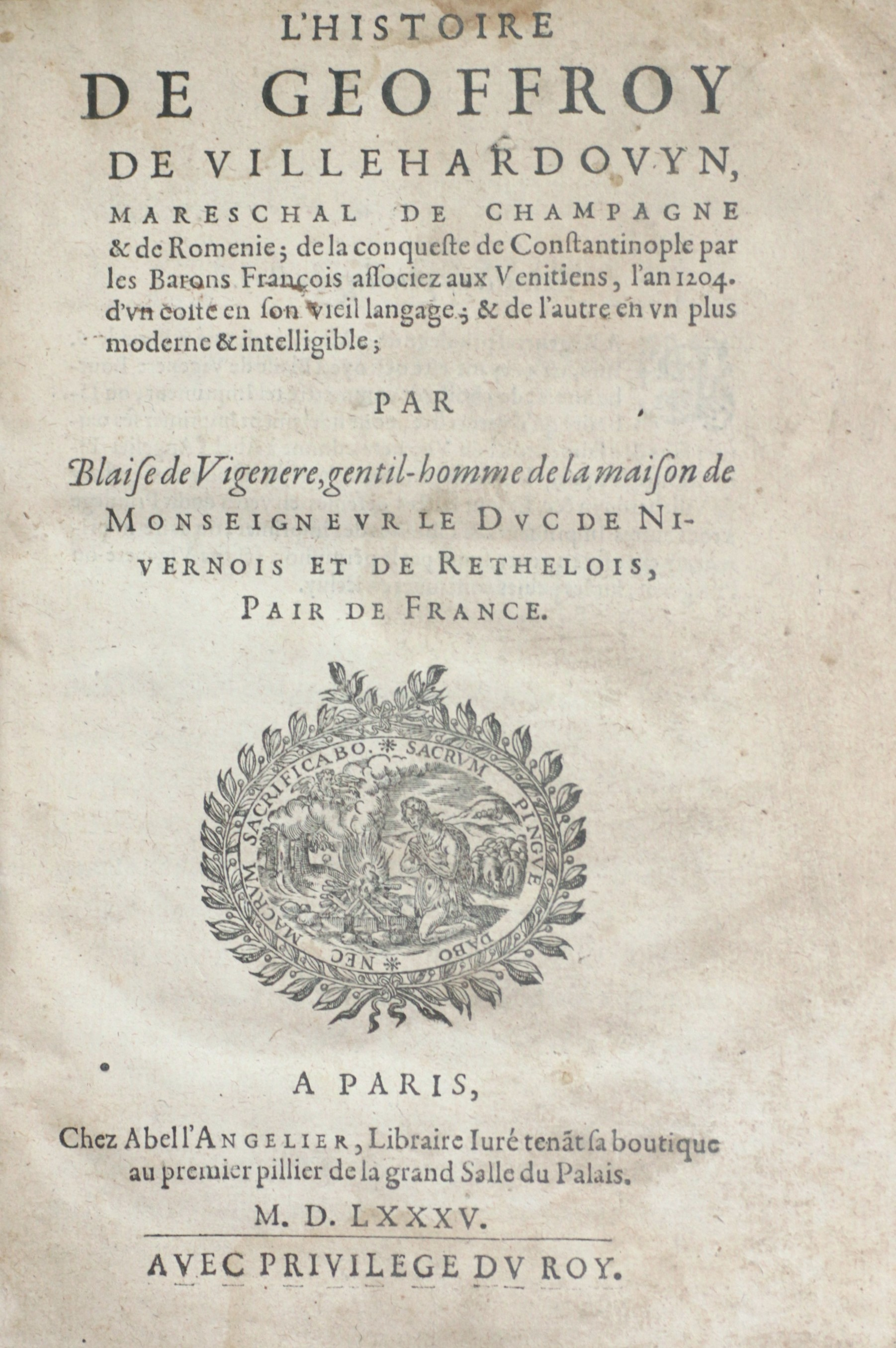
Ấn bản De la Conquête de Constantinople năm 1585 với bản gốc và bản dịch tiếng Pháp thế kỉ 16

Xuất thân là giáo dân và lính quèn, ông được bổ nhiệm làm Nguyên soái xứ Champagne từ năm 1185 và tham gia Thập tự chinh vào năm 1199 trong một cuộc tranh tài đầy cam go do Bá tước Thibaut III xứ Champagne tổ chức. Thibaut nhận thấy tài năng trong con người Villehardouin nên đã chỉ định ông làm một trong những sứ giả đi đến thị quốc Venezia để tìm mua tàu bè cho chuyến hành trình sắp tới, và có lúc từng đứng ra bầu chọn Boniface xứ Montferrat làm nhà lãnh đạo mới của Thập tự quân khi Thibaut qua đời.
Dù Geoffrey không nói rõ cụ thể trong tác phẩm của mình, nhưng có lẽ tác giả đã ủng hộ việc chuyển hướng cuộc Thập tự chinh trước tiên sang Zara rồi sau mới đến Constantinopolis. Trong thời gian lưu trú tại Constantinopolis, ông cũng từng làm sứ giả cho Isaakios II Angelos, và đã ở trong sứ quán đề nghị Isaakios tấn phong Alexios IV Angelos làm đồng hoàng đế.
Từ sau cuộc chinh phục Đế quốc Đông La Mã năm 1204 ông lên nắm quyền lãnh đạo quân sự và thống lĩnh Thập tự quân rút khỏi Adrianople vào năm 1205 sau khi Baldwin I bị quân đội Đế quốc Bulgary thứ hai bắt làm tù binh. Nhằm ghi nhận công lao của ông, Boniface xứ Montferrat đã trao cho Geoffrey cả thành phố Messinopolis ở Thracia. Sau cuộc thập tự chinh, ông được phong làm Nguyên soái của Đế quốc Latinh.
Năm 1207, ông bắt đầu viết quyển biên niên sử về cuộc thập tự chinh với nhan đề De la Conquête de Constantinople. Sách được viết bằng tiếng Pháp chứ không phải là tiếng Latinh như giới học giả hay dùng, biến nó trở thành một trong những tác phẩm văn xuôi sớm nhất của Pháp. Tác phẩm của Villehardouin thường được đọc cùng với Robert xứ Clari, một hiệp sỹ người Pháp thuộc thứ hạng thấp, Niketas Choniates, một quan chức cấp cao và là sử gia Đông La Mã đã soạn tài liệu do tác giả tận mắt chứng kiến, và Gunther xứ Pairis, một tu sĩ Dòng Xitô kể lại câu chuyện từ góc nhìn của Tu viện trưởng Martin đã theo chân Thập tự quân trong cuộc vây hãm này.
Người cháu của Villehardouin (còn gọi là Geoffroi) Geoffroi I nhà Villehardouin tiếp tục trở thành Vương công Achaea tại vùng Morea (tên thời Trung Cổ của Peloponnesos) vào năm 1209. Bản thân Villehardouin dường như đã chết ngay sau đó. Con trai của ông là Erard đã nhận lấy tước hiệu seigneur de Villehardouin vào năm 1213. Có bằng chứng cho thấy các con của Villehardouin đang viết những bài tưởng niệm dành cho ông vào năm 1218, chứng tỏ tác giả đã mất trong khoảng thời gian này.